# Messala Merbah
Messala Merbah (sinh ngày 22 tháng 7 năm 1994) là một cầu thủ bóng đá người Algérie thi đấu cho JS Saoura ở vị trí tiền vệ.